# Citizen FM
Citizen FM (auch Citizen Radio) war ein kommerziell betriebener Hörfunksender im westafrikanischen Staat Gambia.
Der Sender wurde 1996 von Baboucarr Gaye gegründet und sendete Nachrichten in verschiedenen Sprachen wie Mandinka und Wolof, die in Gambia und Senegal verbreitet sind.
Im Februar 1998 wurde der Sender von den Behörden geschlossen, nachdem er einen Bericht über einen Korruptionsverdacht gegen einen hohen Beamten des Geheimdienstes, der National Intelligence Agency (NIA), und dessen Menschenrechtsverletzungen gesendet hatte. Die Behörden begründeten die Schließung mit den Worten, dass Citizen FM „unverantwortlichen Journalismus“ betreibe und der Sender es versäumt habe, seine Lizenz zu verlängern. Tags zuvor wurden zwei Mitarbeiter, Baboucarr Gaye und Ebrima Sillah, von der NIA verhaftet und verhört. Ende August erklärte ein Gericht die Schließung des Senders für rechtens.
Eine Berufung des Urteils beim Oberen Gericht wurde bis zum Oktober 2000 verschleppt. Anschließend konnte der Citizen FM wieder auf Sendung gehen. 2001 wurde dem Hörfunksender erneut die Lizenz entzogen.